# Кастелнуово дел Гарда
Кастелнуо̀во дел Га̀рда (на италиански: Castelnuovo del Garda; на венециански: Castelnòvo, Кастелново) е град и община в Северна Италия, провинция Верона, регион Венето. Разположен е на 130 m надморска височина. Населението на общината е 13 214 души (към 2015 г.).